# ستيوارت مايرز
ستيوارت مايرز (بالإنجليزية: Stewart Myers) هو أستاذ جامعي أمريكي، ولد في 1 أغسطس 1940.